# آیوی مایک
آیوی مایک (انگلیسی: Ivy Mike) اسم رمز نخستین آزمایش یک بمب هیدروژنی در مقیاس کامل بود که بخشی از بازده مادهٔ منفجرهٔ آن از همجوشی هسته‌ای به‌دست می‌آمد. آیوی مایک در ۱ نوامبر ۱۹۵۲ توسط ایالات متحده آمریکا در جزیرهٔ الیوگولاپ واقع در آب‌سنگ حلقوی انوتاک، در کشور مستقل جزیره‌ای جزایر مارشال کنونی و به‌عنوان بخشی از عملیات آیوی منفجر شد. این آزمایش، نخستین آزمایش کامل برای طرح تلر–اولام، سلاح همجوشی چندمرحله‌ای بود.
سلاح «مایک»، با توجه به اندازهٔ فیزیکی و نوع سوخت ترکیبی آن (دوتریوم مایع کرایوژنیک)، برای استفاده به‌عنوان یک سلاح قابل تحویل مناسب نبود. این آزمایش به‌عنوان یک آزمایش اثبات مفهوم «محافظه‌کارانه از نظر فنی» و به‌منظور تصدیق مفهوم‌های مورد استفاده برای انفجارهای چند مگاتونی طراحی شد.
در نتیجهٔ جمع‌آوری نمونه‌هایی از انفجار توسط خلبانان نیروی هوایی ایالات متحده، دانشمندان آثاری از ایزوتوپ‌های پلوتونیم-۲۴۶ و پلوتونیم-۲۴۴ را یافتند و وجود پیش‌بینی‌شده، اما کشف‌نشدهٔ عناصر اینشتینیم و فرمیم را به تأیید کردند.